# Ануппур (округ)
Ануппур (англ. Anuppur) — округ в індійському штаті Мадх'я-Прадеш. Створений 15 серпня 2003 року з частини території округу Шахдол. Адміністративний центр — місто Ануппур. Площа округу — 3701 км². За даними загальноіндійського перепису 2001 року населення округу становило 667 155 осіб. Рівень грамотності дорослого населення був 57,76 %, що трохи нижче середньоіндійського рівня (59,5 %).
В 2011 році населення досягло 749 521 осіб.